# Severo Catalina del Amo
Severo Catalina del Amo (Conca, 6 de novembre de 1832 -Madrid, 19 d'octubre de 1871) va ser un polític i escriptor espanyol, oncle de l'escriptor Mariano Catalina Cobo (1842-1913). Fou ministre durant el regnat d'Isabel II d'Espanya i acadèmic de la Reial Acadèmia Espanyola

## Biografia
Els primers estudis els va fer a Conca, i el 1845 es va traslladar a la Universitat Central de Madrid, on va cursar Dret i Filosofia i Lletres. En acabar la carrera, hi va obtenir la càtedra d'Hebreu. Molt aviat es va iniciar com a periodista, escriptor i polític. Va començar al periòdic local El Reformador Conquense i després, ja a Madrid, va col·laborar en publicacions com El Sur i El Estado (fundat per Ramón de Campoamor, que va prologar el seu assaig més famós, La mujer, que va arribar a ser reimprès 115 vegades en segle i mig) i a El Horizonte, del que va arribar a ser director. Tendint sempre a l'ala més conservadora de l'espectre, es casà amb Teresa Enriquez y Antolinez de Castro, de família noble. No va tenir descendència.
Va escriure un assaig força progressista sobre la condició femenina, per haver estat escrit per un moderat. En 1863 va aconseguir ser elegit diputat per Alcázar de San Juan i més tard per Conca fins a 1868. En 1860 fou elegit membre de la Reial Acadèmia Espanyola.
El 1864 fou nomenat Director General del Registre de la Propietat i Director General d'Instrucció Pública en 1866. Molt poc abans de la Gloriosa de 1868 va ocupar dues carteres ministerials, per molt poc temps, la de Marina i la de Foment al Govern de Luis González Bravo. Acompanyà Isabel II a l'exili i la sobirana li encarrega diverses missions confidencials, una d'elles a Roma. Tornà a Espanya en 1871, regnant Amadeu I d'Espanya, i va morir poc després.

## Obres
- La Mujer en las diversas relaciones de la familia y de la sociedad. Apuntes para un libro, Madrid, Imprenta de Luis García, 1858, varias ediciones, muy reimpreso hasta hoy.
- Obras completas, 1876-1877, 6 vols. Contienen:
  - La mujer
  - La verdad del progreso
  - Viaje de Sus Majestades a Portugal
  - La rosa de oro
  - Discursos literarios
  - Roma.